# Kandakur, Kushtagi
Kandakur là một làng thuộc tehsil Kushtagi, huyện Koppal, bang Karnataka, Ấn Độ.